# 拝啓、あなたはボーカロイドを知っていますか?
『拝啓、あなたはボーカロイドを知っていますか?』（はいけい あなたはボーカロイドをしっていますか）は、ボカロレボリューション製作委員会の企画により、北條俊正が執筆した小説作品。2012年5月に刊行された。副題は『ひとりの女子高生とボーカロイド「CUL」の物語』。

## 概要
インターネットで歌声合成ソフトVOCALOID（ボーカロイド）をボーカルに用いた楽曲（ボカロ曲）を発表する、ボカロPという一面を持つ女子高生を主人公にした青春小説で、2011年1月にボカロレボリューション製作委員会が製作したTV番組『VOCALO Revolution』で登場したキャラクター「CUL」を試作品のVOCALOIDとして登場させている。「CUL」は、2011年12月にインターネット社により現実のボーカロイド製品が発売されているが、作中の「CUL」はこれとは異なる主人公の叔父の勤める会社で主人公の声を使って試作品として作られた非売品のボーカロイドという設定であり、CULの「アナザーストーリー」の体裁を取っている。
本作は、ボーカロイドをはじめとするネットでの文化を社会現象として捉え、若者のライフスタイルの一要素として取り込んだ小説である。執筆を手がけた、ボカロレボリューション製作委員会代表幹事の北條俊正は、写真家としてネットでダンスの動画を発表する少女たちを取材を手がける中で、今の中高生たちのネットでの有り様を親たちは知らないのではないかと感じ、小説という形で伝えるため本作が執筆された。作中には、ニコニコ動画の文化を多数登場させており、北條は「『ボカロP』や『踊ってみた』を見たり聴いたりする子、だけでなく、そのネット動画で活躍する子が、同じクラスにいる、という『高まり感』」が描きたかった光景だとしている。

## 物語
ボーカロイドで作った曲をインターネットの動画サイトで発表しているボカロPの前田晴子（パルコ）は、オタクでありつつも、中学生のときに目にした県立姫古川高校の体育祭『姫古祭』の応援合戦をきっかけにリアルの世界にも興味を持ち、入学した姫古川高校で、高校野球部のマネージャーを務めるとともに、応援合戦に自身がボーカロイドで製作した楽曲が使われることを目指す。

## 登場人物
前田 晴子
主人公。通称「パルコ」で、ボカロPとしての名前は「パルコ・ザ・バーゲンP」。ネット上でボカロPとしても活動するとともに、高校野球部のマネージャーを務める、一般の女子高生。叔父の勤める会社が開発しているVOCALOID「CUL」の試作版の声優を担当することになる。
伊藤 学
通称「マーブ」。パルコの幼馴染にして高校の同級生。大人しく何の取り柄もない少年だったが、姫古祭団長という目標を見つける。
野々村 高志
パルコの同級生で恵まれた才能と体格をもつ野球部のエース。自己中心的な性格であるが、野球への想いは強い。入院中にマーブとの友情を育む。
白石 さゆり
パルコの同級生で学校一の美少女。インターネットの動画サイトでダンスの動画を発表し人気を集める、ネットでの名前は「さゆりオカシラ」。ボカロPとしての活動も始める。
CUL
ボーカロイドソフトメーカー・アージュシター社が開発していたボーカロイド。開発中の試作版の声優をパルコが務めることになった。架空のキャラクターではあるが、本編中でパルコがイメージする存在として幾度も姿を現す。

## 用語
県立姫古川高校（けんりつ ひめこがわこうこう）
パルコが通う高等学校。兵庫県の西、神戸市よりも西の瀬戸内海沿いに建っている地域の名門校という設定。
アージュシター社
パルコの叔父が勤めるボーカロイドソフトメーカー。『CUL』はここから発売予定のソフトとして試作品が作られた。

## 書籍情報
- 北條俊正『拝啓、あなたはボーカロイドを知ってますか?』（廣済堂出版、2012年5月19日発売、ISBN 978-4331516300）
  - 単行本の帯には仲谷明香（AKB48・当時）がコメントを寄せている。

## アフレコ歌劇
2016年10月14日から16日の間、アフレコ歌劇「拝啓、あなたはボーカロイドを知っていますか?」が新宿シアターモリエールで公演された。アフレコ歌劇とは、演出家の絵コンテを元に事前に撮影したキャストたちの写真を、舞台に投影しキャスト本人がその場で声をあてる舞台作品。脚本・プロデュースを酒井直行、演出を大浜直樹が担当した。
キャスト
| | |
| - 前田晴子（パルコ） - 岩田華怜 - CUL - 喜多村英梨（声の出演） - ヒナノ - 斎藤涼帆 - ナホ - 渡部恵美奈 - チエミ - とみたなみ - ラン - LUY - ユキ - 岩崎千明 - 白石さゆり - 江口菜子 - あおい - 葉月さき - すみれ - 熊崎ふみ | - みどり - 本郷さと子 - もも子 - 早川愛結 - しおん - 樋郡めぐみ - 吉藤医師 - 小林明日香 - 長谷川小夜子 - 宮田あゆ実 - 前田夏美（パルコの母） - 高津戸美紀 - 前田誠 - 戸塚飛翔 - 高志 - 高山史也 - マーブ - 金津良 - 徳永先輩 - 篠木隆明 |